# Porfirija cutanea tarda
Porfirija cutanea tarda je najčešći poremećaj iz skupine bolesti koje se nazivaju porfirije.
Porfirija cutanea tarda je naziv za skupinu stečenih i nasljednih poremećaja u kojima je poremećena aktivnost enzima uroporfirogen dekarboksilaza koji sudjeluje u sintezi molekule hema.

## Patofiziologija
Kada aktivnost jetrene uroporfirogen dekarboksilaze padne ispod kritične vrijednosti, porfirinski nusprodukti biosintetskog puta hema nastaju u povećanoj količini. Porfirini koji nastaju (s 4-8 karboksilne skupine) su crveni pigmenti koji se nakupljaju u jetri i krvlju se raznose u druge organa. Porfirini s velikom brojem karboksilnih grupa su vodotopljive i primarno se izlučju bubregom. Porfirin s 8 karboksilnih skupina se nazivaju uroporfirini, a s 4 karoboksilne skupine koproporforini i izokoproporfirini koji je uglavnom izlučju stolicom. Porfirini su fotoaktivne molekule koje učinkovito apsorbiraju energiju vidljivog spektra svjetlosti, te tako fotoekscitirani profirini u koži uzrokuju oksidativno oštečenje molekule (kožne lezije).
Najčešća fotokutana manifestacija je povećana mehenička fragilnost kože nakon izlaganja sunčevu svjetlu, tj. erozije i bule koje oblikuje bolne rane koje cijele s milijama, dispigmentacijom i ožiljcima. Ostale česte značajke su hipertrihoza, sklerodermi slični plakovi koji se mogu razvit u distrofične kalcifikacije, te izlučivanje mokraće boje vina ili čaja (zbog pigmenta porfirina).

## Dijagnostika
Kod bolesnika nalazi se znatno povišena vrijednost urobilinogena u mokraći, postoje mogućnosti genetičkog testiranja na mutacije enzima uroporfirogen dekarboksilaza. Zbog povišenog nakupljanja željeza u jetri može doći do razvoja fibroze, ciroze ili tumora jetre (ponekad je potrebna biopsija jetre). Biopsija kože uz pregled svjetlosnim mikroskopom, izravnom imunofluoroscencijom i elektronskim mikroskopom mogu potvrditi dijagnozu bolesti. 

## Liječenje
Izbjegavanje alkohola, estrogena, nikotina, te izlaganja sunčevoj svjetlosti su neframakološke metode za liječenje bolesti. Koriste se još flebotomija, kelacija željeza za smanjivanje opterećenja željezom jetre, te antimalarici (klorokin, hidroksiklorokin).